# Conflans-Sainte-Honorine
Conflans-Sainte-Honorine és un municipi francès, situat al departament d'Yvelines i a la regió de l'Illa de França. L'any 1999 tenia 33.327 habitants.
Forma part del cantó de Conflans-Sainte-Honorine, del districte de Saint-Germain-en-Laye i de la Comunitat urbana Grand Paris Seine et Oise.